# Okres Kazimierza
Okres Kazimierza (polsky Powiat kazimierski) je okres v polském Svatokřížském vojvodství. Rozlohu má 422,18 km² a v roce 2019 zde žilo 33 619 obyvatel. Sídlem správy okresu je město Kazimierza Wielka.

## Gminy
Městsko-vesnické:
- Kazimierza Wielka
- Opatowiec
- Skalbmierz

Vesnické:
- Bejsce
- Czarnocin

## Města
- Kazimierza Wielka
- Opatowiec
- Skalbmierz

## Sousední okresy
| Růžice kompasu | Miechów, Pińczów | Pińczów          | Busko   | Růžice kompasu |
| Růžice kompasu | Miechów          | Sever            | Dąbrowa | Růžice kompasu |
| Růžice kompasu | Miechów          | Okres Kazimierza | Dąbrowa | Růžice kompasu |
| Růžice kompasu | Miechów          | Jih              | Dąbrowa | Růžice kompasu |
| Růžice kompasu | Proszowice       | Proszowice       | Tarnów  | Růžice kompasu |